# The Pursuit of Happyness
The Pursuit of Happyness is een Amerikaanse speelfilm uit 2006 van regisseur Gabriele Muccino naar het gelijknamige boek dat gebaseerd is op een waargebeurd verhaal. Het is het verhaal van Chris Gardner, een vader die ondanks veel tegenslag het geluk probeert te vinden en een goed bestaan voor zijn zoontje probeert te regelen.
Het verhaal speelt zich af in 1981, in San Francisco.

## Verhaal
Chris Gardner (Will Smith) is een verkoper van zogenaamde medical bone density scanners maar doordat veel artsen het apparaat te duur vinden, zijn ze moeilijk te verkopen. Chris heeft een vriendin, Linda (Thandie Newton), met wie hij een jong zoontje, Christopher (Jaden Smith) heeft. Linda werkt dubbele diensten om het hoofd boven water te kunnen houden. Gardner was zelf 28 toen hij zijn vader voor het eerst zag, Van kinds af aan heeft hij zich voorgenomen om er altijd voor zijn gezin te zijn.
Op een dag komt Gardner langs een man die uit een dure Ferrari stapt. Chris spreekt de man aan en deze blijkt beursmakelaar te zijn op een effectenbeurs. Vanaf dat moment krijgt hij een nieuwe missie: hij wil hetzelfde beroep uitoefenen. Hij schrijft zich in als sollicitant bij zo'n makelaarskantoor. Maar dan verlaat Linda hem. Ze vertrekt naar New York en Christopher blijft bij zijn vader. Nu staat hij er dus alleen voor.
Om extra indruk te maken om zo sneller als beursmakelaar te worden aangenomen, papt hij aan met manager Jay Twistle (Brian Howe). Deze wil echter weinig van hem weten, totdat Gardner voor Twistle's ogen zijn Rubiks kubus weet op te lossen. Gardner wordt uitgenodigd voor een sollicitatiegesprek. De avond voor het sollicitatiegesprek moet Chris een nacht in de cel verblijven vanwege openstaande parkeerboetes. Als hij de volgende ochtend wordt vrijgelaten verschijnt hij in schilderskleding voor de sollicitatiecommissie. Gardner weet zich toch uit de benarde situatie te redden en wordt aangenomen voor het traineeprogramma.
Dit traineeprogramma houdt in dat hij in een half jaar, samen met 19 anderen, wordt opgeleid tot beursmakelaar. Van de 20 wordt er uiteindelijk één aangenomen als nieuwe beursmakelaar. In tegenstelling tot wat je in veel films ziet, gaat het verhaal hier niet over alle dingen die hij op de werkvloer meemaakt om uiteindelijk de beste te worden.
In deze film wordt vooral zijn steeds benauwder wordende thuissituatie onder de loep genomen. Het traineeprogramma is onbetaald, dus dat betekent dat hij tussendoor nog steeds medical bone density scanners moet gaan verkopen. Dit lukt hem, maar wanneer de belastingdienst met een aanslag komt, is hij blut. Hij moet zijn huis uit en zelfs even later zijn motel waar hij tijdelijk verbleef om geld te besparen.
Hij en zijn zoontje moeten noodgedwongen de eerste nacht doorbrengen op het openbaar toilet van een metrostation. Hierna lukte het hem bij de daklozenopvang een slaapplek te vinden, maar hiervoor moest hij wel altijd eerder weg van kantoor. Uiteindelijk lijkt het verhaal heel slecht af te lopen, maar wanneer blijkt dat hij degene is die als beursmakelaar wordt aangenomen, lacht het geluk hem eindelijk toe. Hiermee eindigt de film ook.

## Trivia
- Het Engelse woord happiness wordt met een i en niet met een y geschreven. De titel van de film verwijst naar de graffiti op de muur naast het kinderdagverblijf van Christopher. In een scène zegt de vader over deze graffiti: "Happiness is spelled with an I instead of a Y." Waarop zijn zoontje vraagt "Oh, okay. Is "Fuck" spelled right?"

- Jaden Smith is de zoon van Will Smith en Jada Pinkett.

## Rolverdeling
- Will Smith - Chris Gardner
- Jaden Smith - Christopher
- Thandie Newton - Linda
- Brian Howe - Jay Twistle
- James Karen - Martin Frohm
- Dan Castellaneta - Alan Frakesh
- Kurt Fuller - Walter Ribbon
- Takayo Fischer - Mrs. Chu